# Chelonus confusus
Chelonus confusus är en stekelart som beskrevs av Mccomb 1968. Chelonus confusus ingår i släktet Chelonus och familjen bracksteklar. Inga underarter finns listade i Catalogue of Life.